# Zacara da Teramo
Antonio "Zacara" da Teramo (en llatí Antonius Berardi Andree de Teramo, també Zacar, Zaccara, Zacharie, Zachara i Çacharius; (nascut 1350/1360 - entre el 19 de maig de 1413 i mitjans de setembre de 1416), va ser un compositor, cantant i secretari papal italià de finals del Trecento i principis del segle XV. Va ser un dels compositors italians més actius al voltant del 1400, i el seu estil va unir els períodes del Trecento, l'ars subtilior i els inicis del Renaixement musical.

## Biografia
Antonio era probablement de Teramo, al nord dels Abruços (Regne de Nàpols), no gaire lluny de la costa adriàtica. En les fonts musicals de vegades se l'anomena "Antonio da Teramo" i "Zacara da Teramo" (o alguna cosa semblant), cosa que porta a molts musicòlegs a suggerir que hi havia dos compositors de noms similars. La possibilitat que dues persones es confonguessin va ser eliminada el 1979 per la investigació sobre la vida del compositor d'Agostino Ziino. (Un altre compositor amb un nom similar, Nicolaus Zacharie, es considera una persona diferent de la següent generació de compositors).
El sobrenom d'Antonio "Zaccara" (o "Zachara"; sovint regularitzat en edicions modernes com a "Zacara") probablement és una referència a la seva baixa estatura (es descriu com a "statura corporis parva" en una biografia del segle XV). El nom Zacara significa una cosa petita o una cosa de poc valor; d'aquí la raó per la qual Antonio mai va utilitzar el sobrenom i els documents produïts en cercles propers al compositor tenen cura d'anomenar-lo alguna variació de "Antonius vulgatus dictus Zachara" (Antoni, comunament anomenat Zacara).
No se sap res de la seva vida fins que apareix registrat a Roma, el 1390, com a professor a l'"Ospedale di Santo Spirito in Sassia"; el document esmenta que no era jove en el moment d'aquest nomenament, però no es dóna la seva edat exacta. L'any següent va esdevenir secretari del papa Bonifaci IX; la carta de nomenament sobreviu i indica que era un laic casat, a més de cantant a la capella papal. Una única carta de la seva mà sobreviu als Arxius Nacionals de Londres.
Va romandre en aquest càrrec durant els papats de Bonifaci IX (fins al 1404), Innocenci VII (1404–1406) i Gregori XII (1406–1415). Això va ser durant el període turbulent del Cisma d'Occident, i a partir de les seves cartes supervivents, així com de les nombroses referències polítiques ocultes i probablement subversives a la seva música, sembla que Zacara va estar involucrat en les maquinacions de l'època. No se sap exactament quan va abandonar el servei al papa Gregori, però si la balada Dime Fortuna poy che tu parlasti és realment de Zacara, aleshores podem llegir al seu text proves que va deixar Gregori abans del Concili de Pisa el 1409. Està registrat com a cantant a la capella de Joan XXIII a Bolonya el 1412 i el 1413. Dos documents de 1416 (un o ells datats el 17 i el 20 de setembre) el descriuen com ja mort; posseïa propietats importants a Teramo, així com una casa a Roma en el moment de la seva mort.
El còdex il·luminat de Squarcialupi conté una il·lustració seva. Era un home petit i tenia un total de només deu dits a les mans i els peus, detalls que no només són evidents al retrat sinó que també s'esmenten a la seva entrada en una necrologia dels Abruços del segle XVIII.

## Música
Els estudis sobre la música de Zacara són relativament recents, i encara queda molt per resoldre pel que fa a la cronologia i l'atribució. Sembla que va estar actiu com a compositor durant tota la seva vida, i s'evidencia un desenvolupament estilístic, amb dues fases generals que prenen forma: un període primerenc, dominat per formes de cançó com la ballata, d'estil similar a l'obra de Jacopo da Bologna o Francesco Landini; i un període que possiblement comença al voltant del 1400, quan era a Roma, durant el qual la seva música està influenciada per l'ars subtilior.
Tant la música vocal sacra com la secular sobreviuen de Zacara, i en major quantitat que la majoria dels altres compositors del període al voltant del 1400. Nombrosos moviments de misses aparellats, Glorias i Credos, es troben en un manuscrit de Bolonya (Q15), compilat a partir del 1420; set cançons apareixen al Còdex Squarcialupi (probablement compilat entre el 1410 i el 1415) i 12 al Còdex Mancini (probablement compilat al voltant del 1410). Tres cançons es troben en altres fonts, incloent-hi l'ars subtilior, amb text llatí *Sumite, karissimi, capud de Remulo, patres*.
A part d'una *caccia* (*Cacciando un giorno*), una balada llatina (*Sumite, karissimi*) i un madrigal (*Plorans ploravi*), les seves cançons seculars són totes ballades (*Fallows* 2001). Un estudi recent proposa l'atribució a Zacara d'una composició a dues veus amb text francès, *Le temps verà*, que es troba al manuscrit T.III.2, en part per motius estilístics i en part sobre la base del tema satíric i políticament carregat del text.
Les cançons del Còdex Squarcialupi i del Còdex Mancini difereixen molt en estil. Les del primer document probablement van ser escrites al principi de la carrera de Zacara i mostren influència de compositors italians lírics de mitjans de segle com Landini; la música del Còdex Mancini està més estretament relacionada amb l'estil manierista de l'ars subtilior. Tot i que no s'han establert dates exactes de la música, és possible que part de la música del Còdex Mancini fos escrita després que Zacara marxés de Roma i que fos més probable que estigués influenciada per l'estil avantguardista d'Avinyó, l'ars subtilior; d'altra banda, potser intentava conscientment crear una resposta romana a la música procedent de la cort dels antipapes cismàtics.
Una de les cançons més estranyes de Zacara, que apareix al Còdex Mancini, és Deus deorum, Plutó, una invocació a dues veus al déu romà del món subterrani; el text està ple dels noms dels habitants de les regions infernals. És «una pregària entusiasta a Plutó, rei dels dimonis», no és el tipus de composició que normalment s'esperaria d'un secretari pietós del Vaticà. Zacara fins i tot va utilitzar aquesta cançó com a base per a una de les seves adaptacions del Credo de la missa.
Els moviments de missa de Zacara semblen haver influït en altres compositors de principis del segle XV, com ara Johannes Ciconia i Bartolomeo da Bologna; algunes de les seves innovacions es poden veure fins i tot a Dufay. Zacara podria haver estat el primer a utilitzar passatges "divisi" a les veus superiors. Els seus moviments són molt més llargs que altres moviments de massa del segle XIV, i utilitzen àmpliament la imitació, així com el hocket (una tècnica més arcaica). En general, els seus moviments aparellats —Gloria, Credo— són un vincle entre els moviments dispersos i no unificats del segle XIV (la Messe de Nostre Dame de Machaut és l'excepció significativa) i la missa cíclica que es va desenvolupar al segle XV.
Algunes de les peces de Zacara es troben en fonts molt llunyanes, cosa que indica la seva fama i àmplia distribució, fins i tot en un manuscrit polonès i en el manuscrit anglès Old Hall (núm. 33, una composició del Gloria).

## Enregistraments
- Zacara da Teramo: Enigma Fortuna (Obres completes), ALPHA640, de La Fonte Musica i Michele Pasotti (2021). 3 hores 57 minuts.

Per a una discografia completa de Zacara fins al 2004, vegeu Gianluca Tarquinio, "Discografia di Antonio Zacara da Teramo", a Zimei 2004, pàg. 421–34. Quatre discos comprenen totalment o majoritàriament la música de Zacara:
- Un LP, Zaccaria da Teramo, RCA 2G8KY-19714/15, de "Gruppo Mensura Musicae" (1978).
- Un CD, Zachara, cantore dell'antipapa (segle XV), Quadrivium SCA 027, d'un grup italià anomenat "Sine Nomine" (1993).
- Un CD, Un Fior Gentile. L'Ars Nova di Zacara da Teramo, Micrologus CDM 0012.00, del grup italià "Ensemble Micrologus" (2004).[15]
- Un CD, Spinato Intorno Al Cor, Lawo Classics, del conjunt de música antiga noruec Currentes (2011).[16]